# High-Z Supernova Search Team
O High-z Supernova Search Team foi uma colaboração cosmológica internacional que usou supernovas Tipo Ia para mapear a expansão do universo. A equipe foi formada em 1994 por Brian P. Schmidt, então pesquisador associado de pós-doutorado na Universidade de Harvard, e Nicholas B. Suntzeff, astrônomo da equipe do Observatório Interamericano Cerro Tololo (CTIO) no Chile. A equipe original propôs a pesquisa pela primeira vez em 29 de setembro de 1994 em uma proposta chamada Um Projeto Piloto para Procurar uma Supernova Distante Tipo Ia para o CTIO. A equipe original co-listada na primeira proposta de observação foi: Nicholas Suntzeff (PI); Brian Schmidt (Co-I); (outros Co-Is) R. Chris Smith, Robert Schommer, Mark M. Phillips, Mario Hamuy, Roberto Aviles, Jose Maza, Adam Riess, Robert Kirshner, Jason Spiromilio e Bruno Leibundgut. O projeto original ganhou quatro noites de telescópio no Telescópio CTIO Víctor M. Blanco nas noites de 25 de fevereiro de 1995 e 6, 24 e 29 de março de 1995. O projeto piloto levou à descoberta da supernova SN1995Y. Em 1995, o HZT elegeu Brian P. Schmidt, do Mount Stromlo Observatory, que faz parte da Universidade Nacional Australiana, para administrar a equipe.
A equipe se expandiu para cerca de 20 astrônomos localizados nos Estados Unidos, Europa, Austrália e Chile. Eles usaram o telescópio Víctor M. Blanco para descobrir supernovas do Tipo Ia com desvios para o vermelho de z = 0,9. As descobertas foram verificadas com espectros obtidos principalmente dos telescópios do Observatório Keck e do Observatório Europeu do Sul.
Em um estudo de 1998 liderado por Adam Riess, o High-Z Team tornou-se o primeiro a publicar evidências de que a expansão do Universo está se acelerando (Riess et al. 1998, AJ, 116, 1009, submetido em 13 de março de 1998, aceito em maio de 1998). Mais tarde, a equipe gerou o Projeto ESSENCE, liderado por Christopher Stubbs, da Universidade de Harvard, e o Higher-Z Team, liderado por Adam Riess, da Universidade Johns Hopkins e do Instituto de Ciências do Telescópio Espacial.
Em 2011, Riess e Schmidt, juntamente com Saul Perlmutter do Supernova Cosmology Project, receberam o Prêmio Nobel de Física por este trabalho.

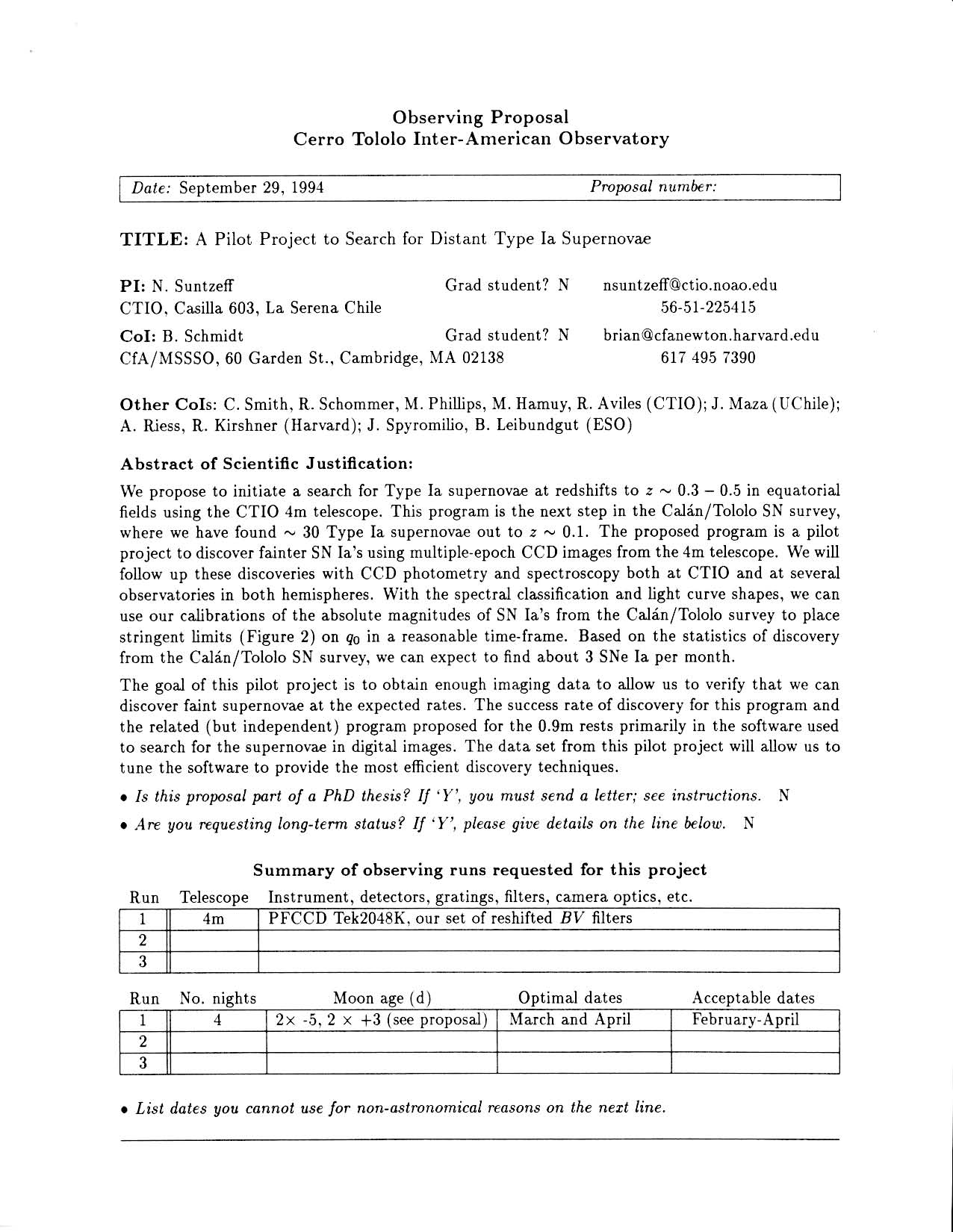
A proposta original de tempo do telescópio em 1994 para o Observatório Interamericano Cerro Tololo, que iniciou a Equipe High-Z.

## Membros
- Observatório Mount Stromlo e a Universidade Nacional Australiana
  - Brian P. Schmidt
- Observatório Interamericano de Cerro Tololo
  - Nicholas Suntzeff
  - Robert Schommer
  - R. Chris Smith
  - Mario Hamuy (1994–1997)
- Observatório Las Campanas
  - Mark M. Phillips (1994–2000)
- Pontificia Universidad Católica de Chile
  - Alejandro Clocchiatti (começando em 1996)
- Universidade do Chile
  - Jose Maza (1994–1997)
- Observatório Europeu do Sul
  - Bruno Leibundgut
  - Jason Spyromilio
- Universidade do Havaí
  - John Tonry (começando em 1996)
- Universidade da California, Berkeley
  - Alexei Filippenko (começando em 1996)
  - Weidong Li (começando em 1999)
- Space Telescope Science Institute
  - Adam Riess
  - Ron Gilliland (1996–2000)
- Universidade de Washington
  - Christopher Stubbs (começando em 1995)
  - Craig Hogan (começando em 1995)
  - David Reiss (1995–1999)
  - Alan Diercks (1995–1999)
- Universidade de Harvard
  - Christopher Stubbs (começando em 2003)
  - Robert Kirshner
  - Thomas Matheson (começando em 1999)
  - Saurabh Jha (começando em 1997)
  - Peter Challis
- Universidade de Notre Dame
  - Peter Garnavich
  - Stephen Holland (começando em 2000)

## Links externas
- High-Z Supernova Search Team Mainsite